# Янсон, Карл
Карл Эрнстович Янсон (латыш. Kārlis Jansons, псевдонимы — Джонсон, Чарлз Скотт (англ. Charles Scott), 24 января 1882 — 8 апреля 1938) — латышский революционер, видный интернационалист (участник рабочего движения в США и Канаде; а также в Китае по линии Профинтерна).

## Биография
Во время революции 1905 года, под партийным псевдонимом «Капитан» участвовал в перевозке незаконной литературы и транспортировке оружия из-за рубежа. После участия в экспроприации денег Российского национального банка в Хельсинки, в 1906 году эмигрировал в Германию, затем в Англию.
В 1908 году переехал в США, где жил под именем имя «Чарлз Скотт» или «Чарли Скотт». Там он работал в Латвийской объединенной социалистической партии, участвовал в создании Коммунистической партии США и Компартии Канады . Был членом Центрального комитета Объединенной коммунистической партии (1919—1923). Делегат от США и Канады на съездах Коминтерна в Москве. По заданию Коминтерна создал Панамериканское бюро (Панамериканское бюро Коммунистического Интернационала) в Америке (1921).
Работал в Красном Профинтерне, в 1930 году был избран в его ЦК.
Во время репрессий по «национальным линиям» в СССР (1937—1938) был арестован в рамках латышской операции НКВД. 
Расстрелян 8 апреля 1938 года по Сталинскому расстрельному списку приговором ВКВС СССР. Место захоронения — спецобъект НКВД «Коммунарка».
Реабилитирован посмертно ВКВС СССР в июле 1956 г.